# Миронюк Микола Олександрович
Микола Олександрович Миронюк (нар. 19 грудня 2002, Україна) — український футболіст, центральний півзахисник «Епіцентру».

## Життєпис
У ДЮФЛУ виступав за «Волинь», волинський «ВІК-Волинь» та КДЮСШ-15 (Київ). З 2018 по 2020 рік захищав кольори юнацької команди «Волині».
За другу команду лучан дебютував 6 вересня 2020 року в переможному (3:1) домашньому поєдинку 1-го туру групи А Другій лізі України проти вінницької «Ниви». Микола вийшов на поле в стартовому складі та відіграв увесь матч.
У сезоні 2020/21 років зіграв 20 матчів у Другій лізі України.
За першу команду «Волині» дебютував 16 вересня 2020 року в програному (0:1) домашньому поєдинку 2-го раунду кубку України проти франківського «Прикарпаття». Миронюк вийшов на поле на 46-й хвилині, замінивши Антона Євдокимова.
У Першій лізі України дебютував 10 жовтня 2021 року в нічийному (1:1) домашньому поєдинку 13-го туру проти тернопільської «Ниви». Миронюк вийшов на поле 77-ій хвилині, замінивши Максима Сасовського.